# Моисей (имя)
Моисе́й (ивр. משֶׁה‎, «Моше») — древнееврейское мужское имя, упоминается ещё в Библии (Торе) и Коране.

## Происхождение имени
Существует несколько версий происхождения и значения имени.
- Моисей — «извлеченный или спасенный из воды». Так могла назвать младенца египетская принцесса, найдя его в тростнике на берегу реки.
- По другой версии, это имя египетского происхождения и означает «дитя»[1]. Имя Моша (Моисей) входило в имена фараонов Египта: Рамсес — Ра-мосес «сын бога Ра», Тутмос — «сын бога Тота». Возможно, и Моисей первоначально имел имя, означающее, что он — «дитя» какого-то бога, но после Исхода первая часть имени Моисея отпала.[2]. Есть версия о тождестве Моисея и фараона Яхмоса.

## Варианты имени
- Моше, Мойше, Мейше, Миши (ранее также: Мовша, Мауше и др.) — еврейские варианты имени.
- Муса — вариант имени в исламских странах.
- Моузес — англоязычный вариант.
- Мовсес — армянский вариант.
- Мойсе́й, Муси́й — украинский вариант[3].